# Vallo alpino occidentale

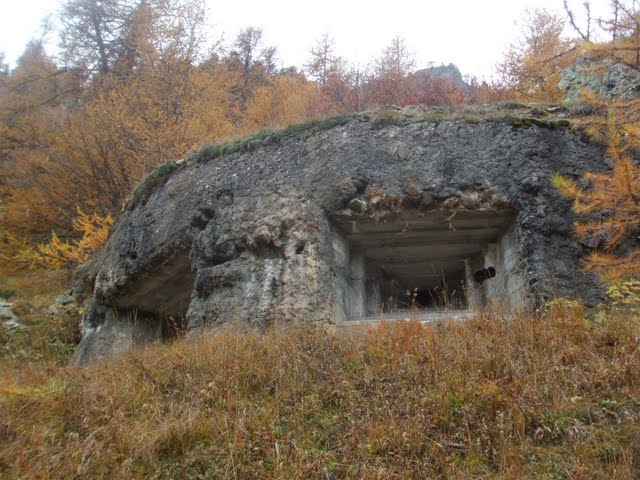
Opera 11 - III Settore "Stura".

Il vallo alpino occidentale è un ampio e variegato sistema di fortificazioni a difesa del settore di territorio italiano confinante con la Francia.
L'edificazione di tale sistema difensivo iniziò nel  1931, per difendere i confini terrestri italiani da un eventuale attacco francese del territorio nazionale, creando una formidabile rete di sbarramenti in tutte le vallate che potevano essere attaccate da fanteria e mezzi corazzati.
Le opere e i settori erano presidiati dai reparti della GaF (Guardia alla frontiera), corpo creato nel 1934.

## Storia del Vallo alpino occidentale
Già dalla fine del XVIII secolo alcune zone in provincia di Imperia come cima Marta, monte Saccarello, testa della Nava e cima del Bosco furono fortificate dagli austro-piemontesi per contrastare gli attacchi francesi in seguito alla rivoluzione.
Così tutto il  XIX secolo vide il fiorire di numerosi forti, bunker, baraccamenti, batterie, caserme, ricoveri e strade militari su tutto l'arco alpino al confine con la Francia.
Questa serie di costruzioni quindi fu la base per la costruzione in epoca fascista, di un sistema di sbarramento e difesa del confine italiano nei confronti della Francia, che dopo i moti rivoluzionari di fine '800, diventava un vicino "scomodo" nello scacchiere di alleanze che si andavano delineando negli anni '30 del novecento.
Il maggior impegno fortificatorio si ebbe quindi nelle zone sopra Ventimiglia, nella Val Roia e salendo, sul Colle della Lombarda, Vinadio, sull'Argentera, Colle dell'Agnello, Moncenisio e così salendo lungo il confine, fino alla Svizzera.
La costruzione delle opere fortificate del vallo alpino fu regolamentata dal 1931 quando lo Stato Maggiore del Regio Esercito emanava le prime disposizioni organiche per la creazione della nuova sistemazione difensiva che, viene chiamata globalmente  vallo alpino Littorio, e che, una volta terminata deve rendere "ermetico" il confine alpino.
Con la Circolare 200, che dava una serie di indicazioni sul metodo di costruzione, il posizionamento e l'armamento delle nuove opere difensive sul confine, iniziò la costruzione dei vari capisaldi, in quel periodo l'attenzione era rivolta soprattutto al confine con l'Austria, a causa della politica aggressiva della Germania, e alla conseguente costruzione del vallo alpino in Alto Adige; comunque anche quattro moderne batterie corazzate furono costruite sul confine occidentale, per sbarrare la Val di Susa con i forti Chaberton a Cesana, Pramand a Salbertrand, e Paradiso e La Court al Moncenisio, particolarmente esposti ad eventuali invasioni francesi, e difesa da pochi forti tecnicamente obsoleti costruiti in pietra.
Ad intervalli, la costruzione del Vallo continuò all'incirca fino al 1942,  nonostante la Francia dal maggio 1940 non rappresentava più un pericolo per l'Italia, quando la situazione economica del paese, e la decisione dell'ormai preponderante Terzo Reich che influiva su tutte le decisioni degli alleati, decise la fine dei lavori del vallo alpino.

### Metodi costruttivi

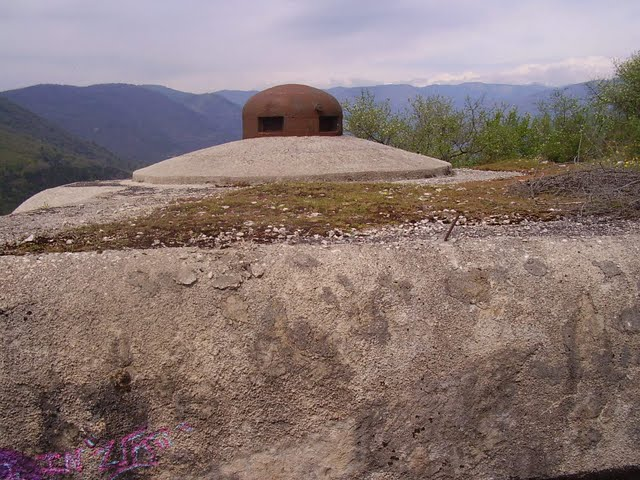
Campana GFM dell'opera Maginot di Sainte-Agnès, presso Mentone

Con la suddetta "Circolare 200" ci fu un primo input da parte del Ministero della Guerra, sul metodo costruttivo delle nuove opere, per il motivo in cui, il vecchio tipo di fortificazione già presente in molti punti lungo il confine, non era più in grado di resistere ad un attacco con la moderna artiglieria.
L'adozione di canne rigate e di proiettili ogivali perforanti, parallelamente all'aumento di gettata e capacità distruttiva, portarono allo sviluppo di nuovi bunker e forti casamattati.
Prima di tutto le strutture obsolete vennero completamente soppiantate da nuove, oppure rinforzate in modo deciso, le artiglierie non era più possibile usarle all'aria aperta, in quanto facili bersagli delle artiglierie, capaci di un tiro sempre più preciso.
Si decise quindi di installare le artiglierie in pozzi protetti da cupole corazzate rotanti fisse o a scomparsa, e di proteggere i forti con grossi spessori di calcestruzzo.
Questi massicci blocchi, protetti da spesse volte in calcestruzzo, potevano ospitare da quattro a otto pozzi per le artiglierie, consentendo di concentrare un micidiale tiro contro un'unica opera. E per contro, venivano protetti da spessi volumi di calcestruzzo, adattandosi al terreno emergendo il meno possibile dal suolo sui lati esposti.
Durante la prima guerra mondiale questo nuovo tipo di opere fortificate fu messo alla prova dai nuovi grossi calibri (da 280 a 420 mm e oltre), il solo calcestruzzo non bastava più e si decise l'uso del più efficiente calcestruzzo armato, le cupole corazzate erano sottili e si rivelarono inadeguate alla cadenza e alla potenza di fuoco moderna.
Questi limiti enormi delle opere in calcestruzzo, portarono gli eserciti di tutto il mondo ad affidarsi a sistemi difensivi basati sui vantaggi che il territorio poteva offrire, come alture, valloni, o rovine di centri abitati o di ex forti, che risultavano ottimi per organizzare una buona linea difensiva.
Per la guerra di montagna sul fronte italo-austriaco, vennero ricavate centinaia di fortificazioni e casematte spesso scavate nella dura roccia, con annessi ricoveri, casermette e vie di comunicazione, come oggi possiamo vedere su tutto il fronte dolomitico del primo conflitto mondiale.
Con l'esperienza di quasi cinque anni di guerra, le potenze europee capirono l'importanza di fortificazioni e capisaldi resistenti, da posizionare in punti strategici, collegati tra loro con linee telefoniche, telegrafiche e fotofoniche, in modo da coordinarne l'azione, e in tutta Europa spuntarono complesse e costose linee difensive, come appunto il vallo alpino che il Governo Fascista volle edificare a difesa dei confini nel nord Italia.
Già dagli anni '20 ci furono le prime realizzazioni in val Roia e in valle Stura, negli anni '30 si delineò sempre di più il vallo alpino su somiglianza con la Linea Maginot, con opere la cui costruzione vennero designate tramite una serie di circolari ministeriali.
Nelle prime realizzazioni furono utilizzate installazioni in acciaio come casematte per l'artiglieria, cupole per osservatori e armi automatiche, ma la carenza di ferro portò un aumento delle masse di calcestruzzo, che determinarono lo sviluppo di gigantesche strutture con enormi muri che ricordavano antichi castelli piuttosto che moderne strutture difensive.
Negli anni '30 i molti centri medi e i pochi grandi erano ancora piuttosto isolati e spesso incapaci di proteggersi tra loro, così fu decisa l'integrazione delle opere con numerose piccole opere monoblocco, denominate "Opere 7000" dalla circolare che ne decise la costruzione.
Queste piccole realizzazioni affidavano la loro sopravvivenza alla mimetizzazione, e avrebbero dovuto dare profondità  alle linee difensive già completate, coprendo quelle zone non ancora protette, come valli secondari e valichi di minor importanza.
Le ridotte dimensioni e la scadente qualità dei materiali utilizzati, rendevano impossibile una difesa articolata, ma la loro costruzione rapida e numerosa, permisero di integrare con linee di raddoppio i capisaldi fortificati. Molti di questi sbarramenti vennero affiancati da batterie corazzate di inizio secolo, integrando le artiglierie di piccolo e medio calibro presenti nel Vallo.

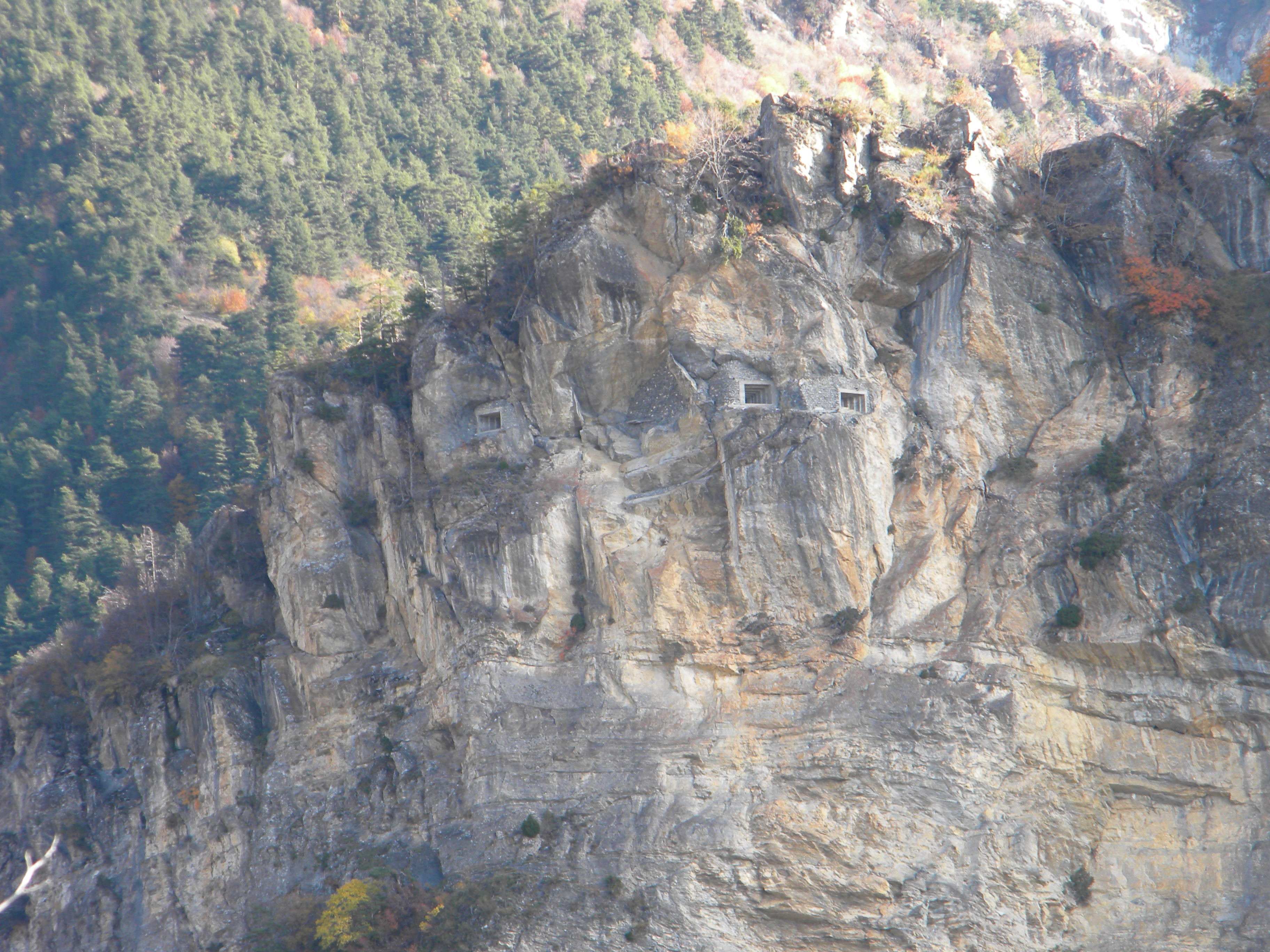
Le feritoie per arma automatica dell' Opera 244 (Alta Roja) scavata nella roccia

### Le circolari
- "Circolare 200":

Emanava le direttive per piccoli "Centri di Resistenza", possibilmente adattate alla natura, quindi scavate nella roccia, attrezzate con casematte in calcestruzzo ove la protezione del terreno non fosse sufficiente. Avevano la funzione di fiancheggiamento, effettuato con l'azione reciproca e concomitante di altre installazioni contigue.
L'azione di sbarramento frontale era comunque affidata ad artiglierie pesanti e più pesantemente protette.
- "Circolare 7000":

Emanata durante la fine degli anni '30, aveva lo scopo di creare una continuità sulle dorsali montane, creando collegamenti tra le opere principali e le loro spalle.
Costituite in modo principale da piccoli monoblocchi in calcestruzzo per una o due armi senza ricovero per le truppe, rapidi ed economici da costruire, ma di dubbia efficacia.
- "Circolare 15000":

Emanata alla fine del 1939, prese atto delle mancanze delle opere precedenti, e decise una nuova serie di opere fortificate fortemente protette e pesantemente armate. Ciò significava grandi spessori di calcestruzzo, vasti ricoveri prevalentemente in caverna, e lunghi cunicoli di collegamento con le diverse casematte.
Armate con mitragliatrici pesanti, e se necessario lanciafiamme,  piccoli e medi calibri, mortai e postazioni anticarro, le opere furono anche munite di sistemi di collegamento, fossati diamante e malloppi d'ingresso dotati di caponiere ben armate. Questi miglioramenti furono decisivi, ma quasi ovunque non vennero terminati, sia per il difficile reperimento di materie prime, sia per via della sospensione dei lavori nel 1942 per tutte le opere del Vallo Alpino.

### Le installazioni

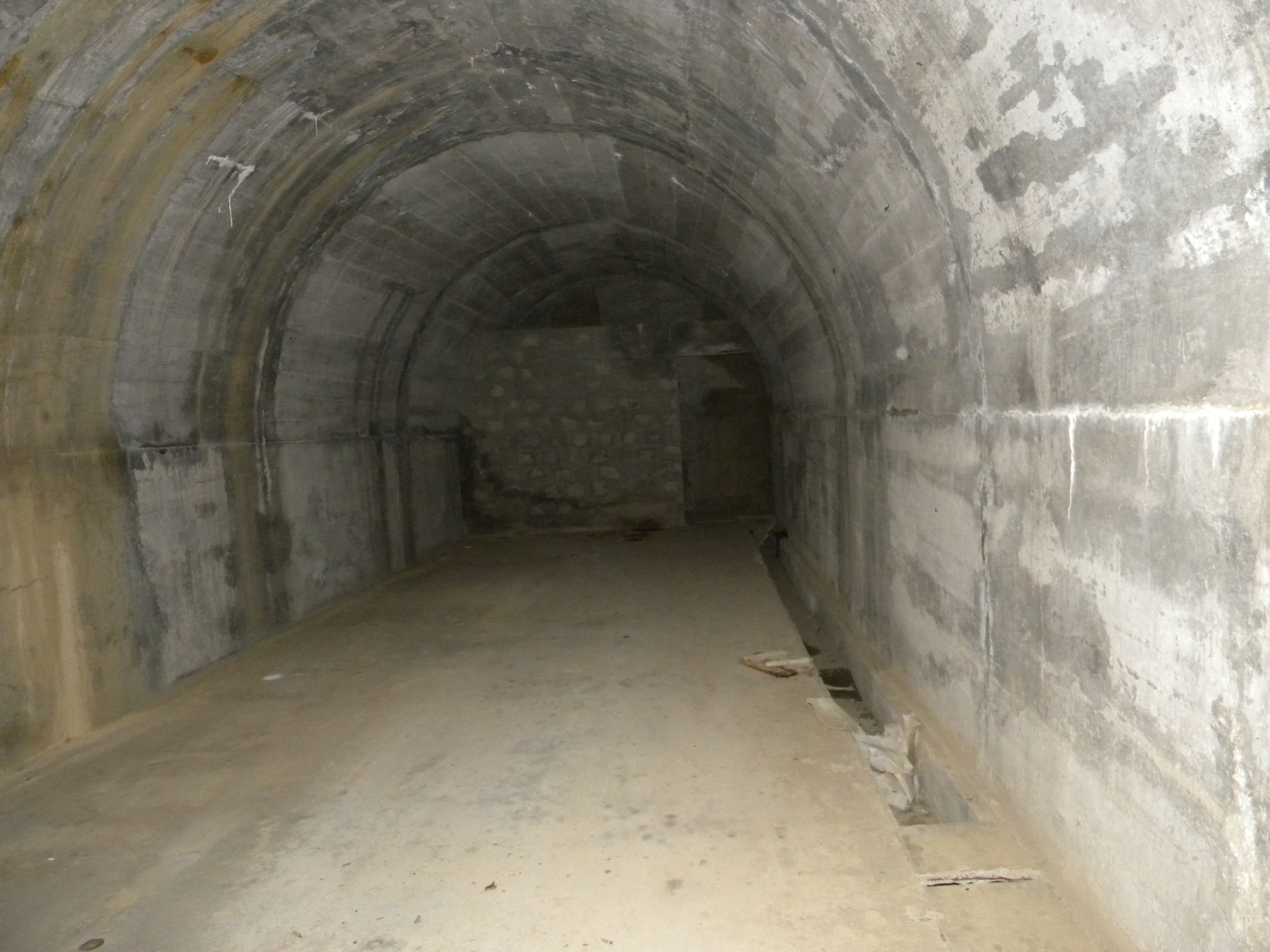
Ricovero in caverna

- Le "opere" o "centri di fuoco", la parte più importante del sistema, potevano essere in caverna, più raramente in calcestruzzo, (in assenza di banchi rocciosi), erano principalmente costituite da due ingressi, una serie di locali logistici (camerate, depositi, gruppi elettrogeni, ventilazione) collegati da gallerie, e da postazioni di tiro, armate solitamente con cannoni di piccolo calibro e mitragliatrici (Fiat Mod. 14/35) - presidiate da 15/20 uomini. Filo spinato proteggeva le Postazioni di Resistenza (P.R.) e proteggevano le opere attigue da eventuali assalti. Le opere e i P.R. erano generalmente protette dai colpi di grosso calibro e dalle bombe d'aereo da uno spessore notevole di calcestruzzo armato[9].
- Più precisamente, le batterie in caverna, analogamente alle opere, erano ricavate sottoterra, per sottrarle al tiro nemico, avevano uno o più ingressi, e solitamente almeno 4 casematte in caverna per altrettanti cannoni, orientati lungo la direttrice, da 75/27 mod.906, locali logistici, infermeria, depositi d'acqua e tutto il necessario per operare.
Queste batterie erano chiamate "Sempre Pronte" (Btr S.P.) in quanto dovevano essere in grado di entrare in azione in brevissimo tempo[9].
- I ricoveri, adibiti ad ospitare truppe per il contrattacco, erano ricavati in caverna e formati da due ingressi, un camerone e locali di servizio, al riparo e defilati dal fuoco nemico[9].
- Gli osservatori, solitamente indirizzavano il tiro dell'artiglieria, ed erano posizionati su creste e cime con ottimo campo visivo, realizzati in caverna o in calcestruzzo, con ingresso e locali sotterranei[9].
- Le caserme,  poste vicino alle opere, erano però defilate dal tiro avversario, e ospitavano in modo alternato, per due o tre giorni alla settimana i soldati della G.a.F che tornavano dai locali dell'opera[9].
- Erano presenti anche batterie scoperte, numerose che si differenziavano dalle Btr S.P. "Sempre Pronte" a seconda della loro rapidità di entrare in linea, dividendosi in "approntamento accelerato" (Btr A.A.) e "Approntamento Normale" (Btr A.N.)[9].

### Ordinamento Settoriale e Struttura

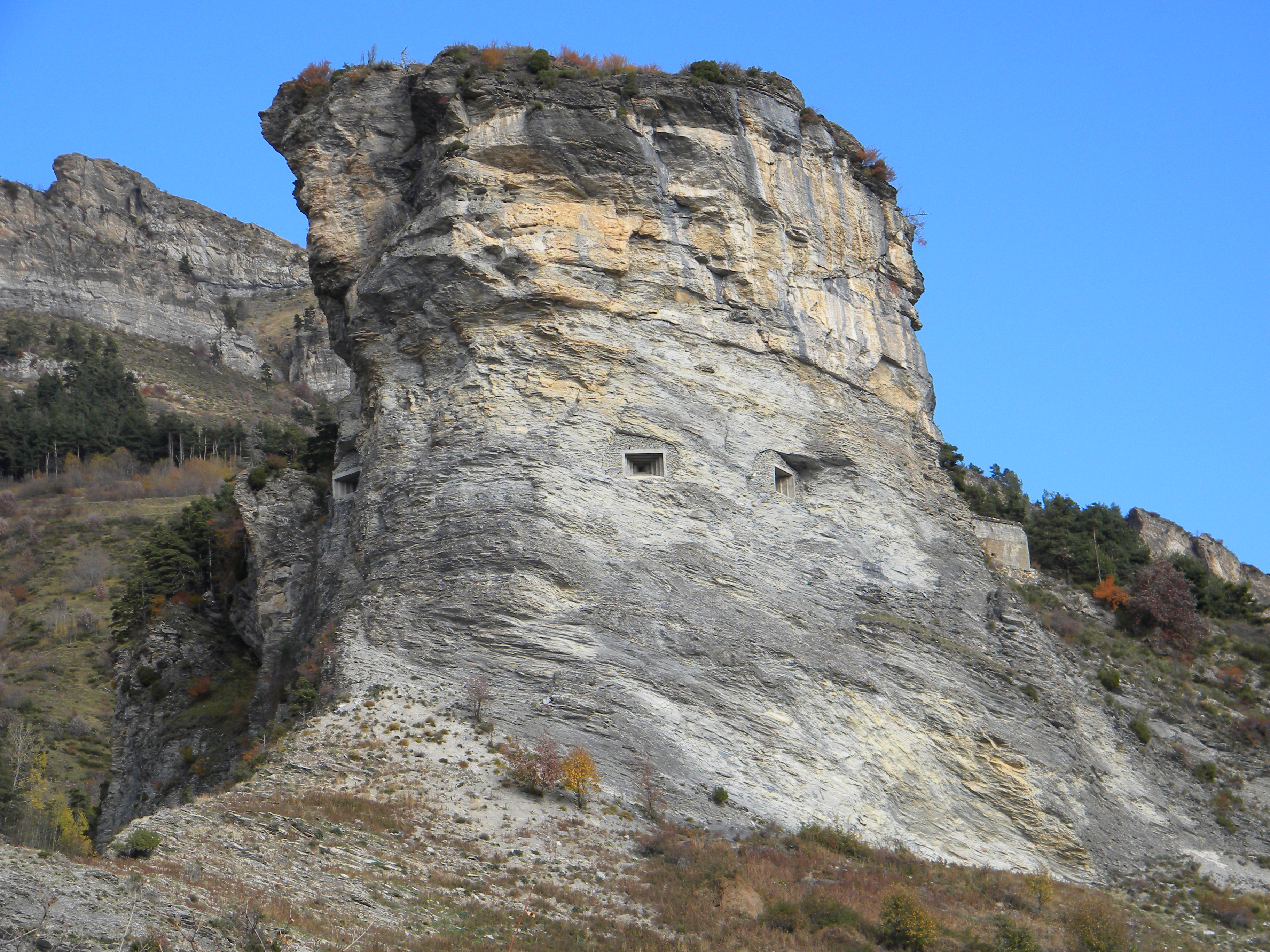
Castel Tournou, 15º caposaldo "Monte Corto-Monte Bertrand", VI Gruppo "Colle di Tenda-Sabbione", Sottosettore II/a "Alta Roja" del II Settore "Alta Roja-Gessi".

Il Vallo alpino occidentale fu diviso in dieci "Settori" principali, che andavano dal Mar Ligure al monte Dolent sul confine francese e dal Monte Dolent al Monte Rosa sul confine svizzero; ogni settore poi, era diviso in "sottosettori", di solito due o tre, che venivano indicati dalla nomenclatura "a", "b", "c" e così via, in modo tale che il I Settore "Bassa Roja", è diviso in due sottosettori 1/a "Destra Roja" e 1/b "Sinistra Roja".
L'ordinamento continua in modo tale che ogni sottosettore è ulteriormente suddiviso in più "Capisaldi", ossia una nomenclatura inerente a una più precisa dislocazione del posizionamento dello sbarramento. In ogni caposaldo infine sono dislocate le vere e proprie opere difensive e fortificazioni militari eventualmente raggruppate in "Gruppi".
Settori e sottosettori, creavano quindi delle direttrici ossia dei sistemi difensivi che si sviluppavano sulla probabile via di invasione, queste vie erano quindi protette lungo tutto l'avanzamento della vallata, in modo tale che un eventuale attacco nemico si sarebbe trovato una micidiale serie di capisaldi da fronteggiare lungo tutta la direttrice d'attacco, idea da sola avrebbe dissuaso ogni attacco.
Troviamo così in Valle Roja ben 5 postazioni, che si dislocano per circa 30 km, da Ventimiglia a Tenda.
Ogni opera presentava quindi un sistema più o meno complesso di casematte e relative bocche da fuoco, per coprire e prevenire infiltrazioni di truppe nemiche dalle valli da esse protette. Queste casematte, erano protette da spessi muri di calcestruzzo armato, cupole in acciaio, oppure erano scavate direttamente nella roccia ("in caverna"), in modo tale da renderle meno individuabili e meno soggette al fuoco nemico.
Troviamo quindi molte tipologie di bunker, scavato nella terra, nella roccia o incassato in una muratura di cemento armato, ma sempre mimetizzati più o meno bene nel territorio.
Tutte le strutture esposte in superficie, erano per quanto possibile mascherate con zolle erbose e rocce incastonate nel calcestruzzo, oppure camuffate da baracche e ruderi.
Inoltre ogni presidio presentava una o più casermette e magazzini per il personale della Guardia alla frontiera.
Altro punto cruciale nello sviluppo del vallo alpino, fu rappresentato dalle strade, furono ovviamente le prime ad essere costruite, alcune risalgono alla fine del XIX secolo, in concomitanza alla costruzione dei forti più antichi attestati per esempio sul colle di Vinadio o sul colle di Tenda, mentre la maggior parte, furono costruite nel periodo tra le due guerre, in particolare tra il 1924-1925, dove si assistette ad un vistoso ampliamento della rete stradale, grazie alla costruzione di caserme, casermette, batterie campali, postazioni in caverna, e quindi dei relativi tracciati di accesso.

## Le azioni di guerra

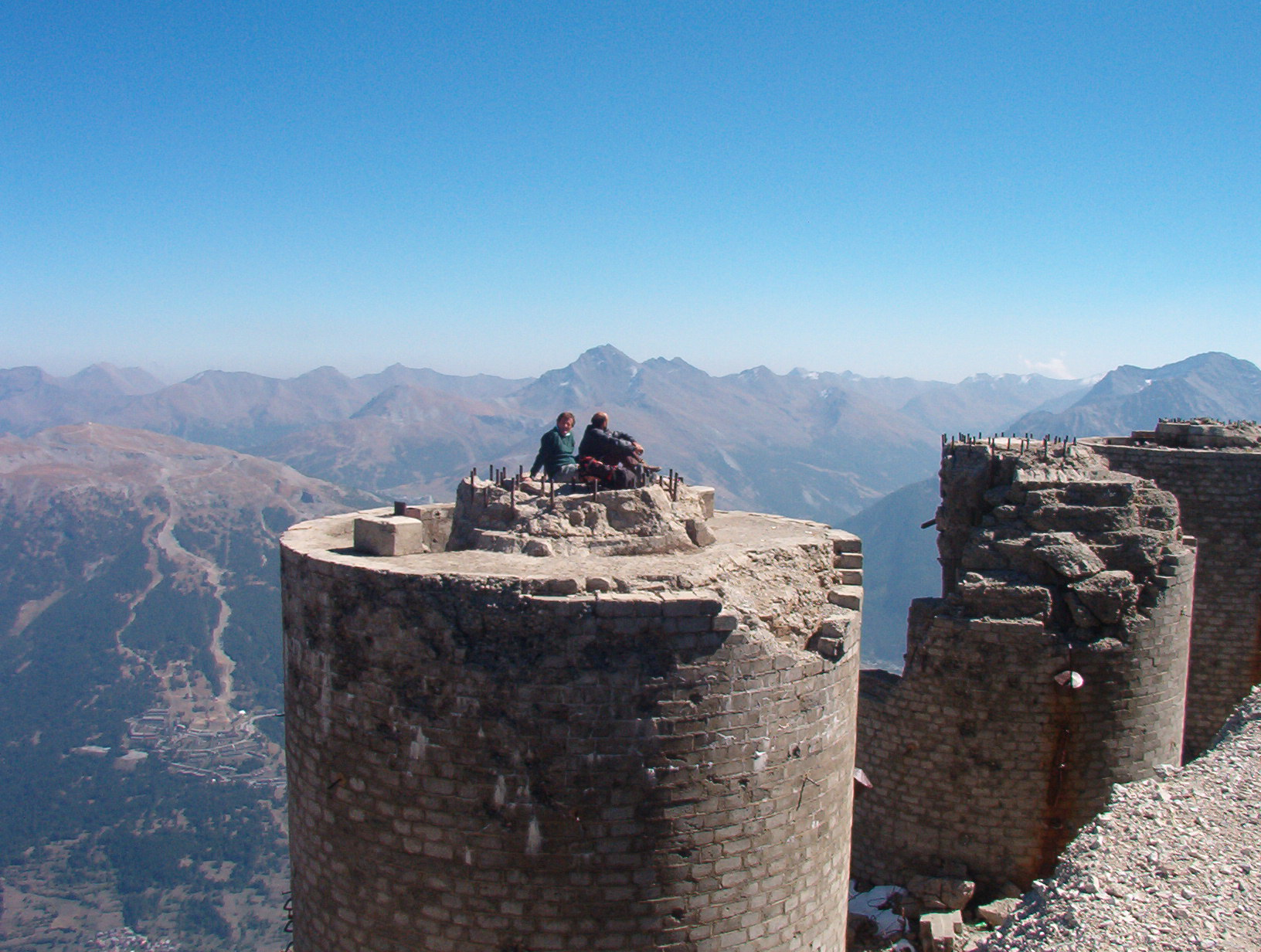
Resti della Batteria dello Chaberton.

Non furono molte le occasioni per cui la linea difensiva fu utilizzata, e nei primi giorni di guerra contro la Francia le fortificazioni non subiscono la prova di fuoco, in quanto gli scontri si svolgono quasi interamente in territorio francese.
Nei 15 giorni di durata della "battaglia delle Alpi Occidentali", entrambi gli schieramenti tengono un atteggiamento difensivo, è Mussolini a decidere di passare all'attacco, e chiede al Maresciallo d'Italia Pietro Badoglio di mettere in atto l'offensiva lungo tutte le Alpi occidentali.
Badoglio decide di schierare il grosso delle truppe lungo tre direttrici d'attacco, R (riviera ligure), M (Colle della Maddalena), e B (Piccolo San Bernardo) dove cercare lo sfondamento.
Gli uomini del G.a.F. sono la punta di diamante di queste azioni, per la loro conoscenza del territorio, 50 di questi selezionati tra quelli di stanza a cima Marta, guidarono l'assalto della divisione Modena attraverso la Bassa di Giasque, verso Cima d'Anan, dove vengono fermati da una furiosa reazione dell'artiglieria francese e delle opere della Maginot di monte Grosso impedendo un'ulteriore avanzata verso Fontan e Breil.
- Il 10 giugno 1940 l'Italia dichiara guerra alla Francia e all'Inghilterra, e le divisioni italiane iniziano a prendere posizione al confine.
- Il 20 giugno, due batterie campali posizionate all'aperto su monte Ceriana, bersagliano le fortificazioni francesi sull'altopiano di Authion e sul Col de Raus, senza sortire grossi effetti.
- Tra il 12 e il 21 giugno, la batteria dello Chaberton[10] contribuiscono a bombardare obiettivi militari oltre confine, le varie fortificazioni francesi della zona di Briançon ricevono la maggior parte dei colpi senza lamentare grandi danni.
- Il 21 giugno, le batterie corazzate La Court e Paradiso spararono oltre 500 colpi, per mettere fuori uso i pezzi francesi sul monte Turra. Colpi dei mortai francesi Schneider 280 mm Mle 1914 distrussero in breve tempo 6 delle otto torri dello Chaberton. È la fine del forte, con 10 morti e numerosi feriti[11].
- Il 22 giugno, altre 6 ore di bombardamenti sul monte Turra per fiaccare la resistenza francese, e preparare un assalto di fanteria al forte[11].
- Il 23 giugno reparti corazzati italiani tentano di forzare il passaggio al valico del colle del Moncenisio ma vengono respinti dai colpi dei cannoni da 75 francesi[11].
- Il 24 giugno gli attacchi continuano e il forte di Turra è aggirato ma non sconfitto, solo con l'armistizio il territorio passa in mano italiana ma il forte rimane presidiato dai francesi fino al 1º luglio[11].
- Il 25 giugno 1940 la Francia firma l'armistizio, le azioni militari al confine francese vengono sospese.

### Gli ultimi anni di guerra
Con la capitolazione della Francia e l'entrata in guerra dell'Italia a fianco dell'alleato tedesco nel 1940, il Vallo alpino occidentale perse in parte la sua importanza strategica, ma venne comunque portato avanti nella costruzione per altri due anni.
Quando poi l'8 settembre 1943 l'Italia firma l'armistizio di Cassibile la maggior parte delle fortificazioni e di tutto il sistema difensivo utilizzabile, venne occupato e presidiato dalla Wehrmacht, e utilizzato appunto dall'esercito tedesco.

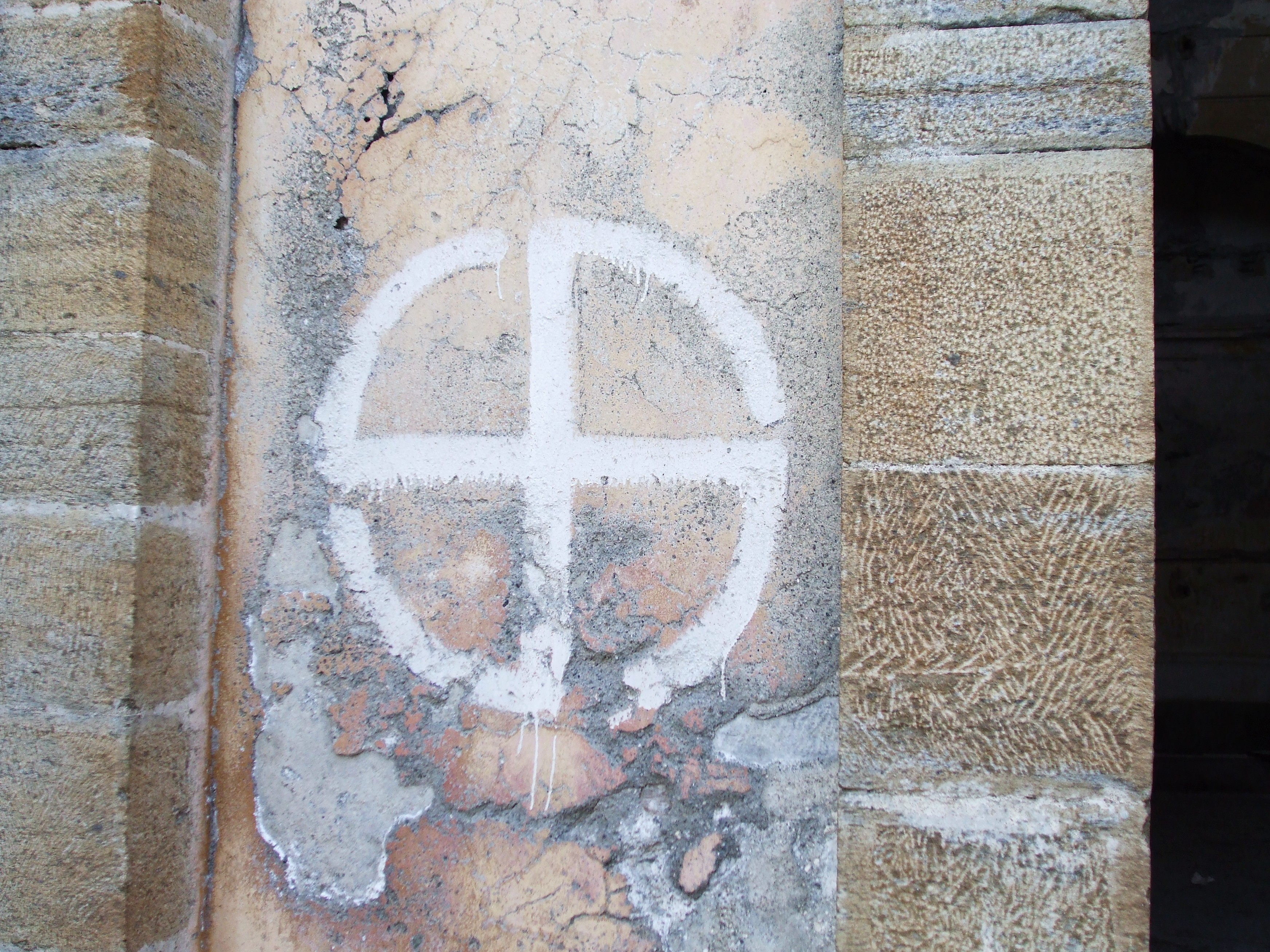
Segni runici al forte di Fenestrelle

L'Organizzazione Todt comunque si adoperò in molti settori del Vallo, ma soprattutto di batteria costiera, a modificare molti bunker alle più severe norme tedesche, e testimonianza della presenza tedesca in questi luoghi è riconoscibile ancora oggi.
Anche se non più molto utilizzate, le opere del Vallo Occidentale, furono "basi" oltre che per i tedeschi e i militi della RSI, anche di formazioni partigiane molto attive in queste aree, che trovarono nelle postazioni abbandonate, una cospicua quantità di armamenti e munizioni.
Nell'inverno 1944/'45 furono riarmate dai tedeschi, e le postazioni si trovarono al centro di alcune azioni di fuoco per contrastare l'avanzata alleata proveniente dalla Provenza.

### Dopoguerra
Con il trattato di Parigi del 1947, gli alleati impongono la demolizione forzata delle opere fortificate a meno di 15 km dal confine francese, inoltre la Francia ottiene l'annessione di diversi territori italiani come parte della Val Roia, le vette di monte Chaberton, monte Saccarello e cima Marta, l'altopiano del Monginevro, la valle Stretta, il colle del Moncenisio e la parte occidentale del colle del Piccolo San Bernardo.
In questi territori sorgevano moltissime opere fortificate italiane anche risalenti ad epoche molto anteriori la seconda guerra mondiale appena conclusa.
All'Italia fu preclusa la possibilità di costruire in molte parti di territorio nuove opere e di possedere pezzi d'artiglieria con gittata superiore a 30 km, oltre a molti altri divieti che rendevano inutili le opere al confine anche se esse fossero rimaste in territorio italiano.

### Oggi
I vari siti su cui sono dislocate le postazioni difensive sono in massima parte visitabili da chiunque e sono spesso situati in scenari maestosi e di grande bellezza, meta di amanti dell'escursionismo e della mountain bike.
Entrare ed esplorare queste fortezze però richiede molta attenzione: questo sia per la posizione a volte difficile da raggiungere per persone non esperte di alpinismo sia perché esse sono spesso in uno stato di abbandono decennale e possono quindi essere pericolanti, umide, buie e pericolose da esplorare senza un equipaggiamento adeguato.
Per questo, anche se molti siti sono meta di numerose visite, è necessario prestare la massima attenzione: occorre innanzitutto lasciar detta la meta della gita e portare con sé viveri, vestiti di ricambio, casco da alpinismo, torcia elettrica e/o frontale, guanti e telefono cellulare per essere in grado di chiamare soccorsi in caso di necessità.

## Settori
Ecco l'elenco dei settori che compongono l'esteso sistema di fortificazioni del Vallo alpino occidentale
| Corpo d'armata   | Settore                       | Sottosettori                     | Gruppi (intesi come gruppi di capisaldi)                  | Capisaldi | Sede comando           | Posizione                          |
| ---------------- | ----------------------------- | -------------------------------- | --------------------------------------------------------- | --------- | ---------------------- | ---------------------------------- |
| XV - Genova      | I Bassa Roja                  | 1/a Destra Roja                  | 7 gruppi                                                  | 7         | Ventimiglia            | Mar Ligure - Testa dell'Alpe       |
| XV - Genova      | I Bassa Roja                  | 1/b Sinistra Roja                | 6 gruppi + 7 sbarramenti arretrati                        | 6         | Dolceacqua             | Mar Ligure - Testa dell'Alpe       |
| XV - Genova      | V Media Roja                  | 5/a Muratone                     | 10 gruppi                                                 | 10        | Pigna                  | Testa dell'Alpe - Balcone di Marta |
| XV - Genova      | V Media Roja                  | 5/b Marta                        | 3 gruppi                                                  | 3         | Molini di Triora       | Testa dell'Alpe - Balcone di Marta |
| II - Alessandria | II Alta Roja - Gessi          | 2/a Alta Roja                    | 7 gruppi                                                  | 17        | Tenda                  | Balcone di Marta - Ponte Negri     |
| II - Alessandria | II Alta Roja - Gessi          | 2/b Gessi                        | 2 gruppi + 1 caposaldo autonomo                           | 8         | Valdieri               | Balcone di Marta - Ponte Negri     |
| II - Alessandria | III Stura                     | 3/a Collalunga - San Salvatore   | 3 gruppi + 1 sbarramento arretrato                        | 11        | Vinadio                | Ponte Negri - Passo di Vanclava    |
| II - Alessandria | III Stura                     | 3/b Alta Stura                   | 5 gruppi                                                  | 14        | Sambuco                | Ponte Negri - Passo di Vanclava    |
| II - Alessandria | IV Maira - Po                 | 4/a Maira                        | 5 gruppi + 1 caposaldo autonomo + 1 sbarramento arretrato | 12        | Prazzo                 | Passo di Vanclava - Monte Granero  |
| II - Alessandria | IV Maira - Po                 | 4/b Varaita                      | 3 gruppi + 1 sbarramento arretrato                        | 3         | Casteldelfino          | Passo di Vanclava - Monte Granero  |
| II - Alessandria | IV Maira - Po                 | 4/c Po                           | 1 gruppo                                                  | 2         | Crissolo               | Passo di Vanclava - Monte Granero  |
| I - Torino       | VI Pellice - Germanasca       | 6/a Pellice                      | 2 gruppi + 1 sbarramento arretrato                        | 7         | Torre Pellice          | Monte Granero - Col d'Abriès       |
| I - Torino       | VI Pellice - Germanasca       | 6/b Germanasca                   | 1 gruppo + 1 sbarramento arretrato                        | 2         | Perrero                | Monte Granero - Col d'Abriès       |
| I - Torino       | VII Monginevro                | 7/a Cesana                       | 2 gruppi                                                  | 4         | Bousson                | Col d'Abriès - Passo Desertes      |
| I - Torino       | VII Monginevro                | 7/b Val Chisone                  | 3 gruppi + 1 sbarramento arretrato + 1 caposaldo autonomo | 9         | Cesana                 | Col d'Abriès - Passo Desertes      |
| I - Torino       | VIII Bardonecchia             | 8/a Colomion                     | 3 gruppi + 1 caposaldo autonomo                           | 11        | Bardonecchia           | Passo Desertes - Monte Niblè       |
| I - Torino       | VIII Bardonecchia             | 8/b Melmise                      | 2 gruppi + 2 capisaldi autonomi + 1 sbarramento arretrato | 10        | Bardonecchia           | Passo Desertes - Monte Niblè       |
| I - Torino       | IX Moncenisio                 | 9/a Clapier                      | 1 caposaldo autonomo                                      | 1         | Susa                   | Monte Niblè - Rocciamelone         |
| I - Torino       | IX Moncenisio                 | 9/b Moncenisio                   | 2 gruppi + 1 caposaldo autonomo + 1 linea arretrata       | 6         | Ospizio del Moncenisio | Monte Niblè - Rocciamelone         |
| I - Torino       | Sottosettore autonomo Levanna | Sottosettore autonomo Levanna    | 1 gruppo + 1 caposaldo autonomo                           | 3         | Lanzo Torinese         | Rocciamelone - Punta di Galisia    |
| I - Torino       | X Baltea                      | 10/a Nivolet - Valgrisenza       | 1 gruppo                                                  | 3         | Valgrisenza            | Punta di Galisia- Monte Rosa       |
| I - Torino       | X Baltea                      | 10/b Piccolo S.Bernardo - Seigne | 2 gruppi + 2 capisaldi autonomi + 1 sbarramento arretrato | 7         | San Desiderio Terme    | Punta di Galisia- Monte Rosa       |
| I - Torino       | X Baltea                      | 10/c Gran S.Bernardo             | 1 caposaldo autonomo                                      | 1         | San Remigio            | Punta di Galisia- Monte Rosa       |